# Charles Crapelet
Charles Crapelet, född den 13 november 1762 i Paris, död där den 19 oktober 1809, var en fransk boktryckare. Han var far till Georges-Adrien Crapelet. 
Crapelet är berömd för sina praktfulla upplagor av franska klassiker samt Audeberts Histoire des grimpereaux et des oiseaux de paradis (1802), varav tretton exemplar trycktes i guld, däribland ett på pergament, något på den tiden ovanligt.